# Ieixivat HaKotel
Ieixivat HaKotel (en hebreu: ישיבת הכותל) és una ieixivà sionista religiosa situada a la Ciutat Vella de Jerusalem. L'edifici de la ieixivà es troba davant del Mont del Temple i el Kotel (el Mur de les Lamentacions). La majoria dels seus estudiants estan en el programa hesder ieixivà, que combina almenys 15 mesos de servei militar a les FDI amb diversos anys d'estudi a la ieixivà.

## Director
El Rabí Baruj Wieder, és el director de la ieixivà. L'anterior cap de la iexivà va ser el Rabí Yeshayahu Hadari, qui va servir com a director de la ieixivà (roix ieixivà) durant més de 30 anys, tot i que no consecutivament.

## Programes
La Ieixivà del Kotel té un programa per als estudiants de parla anglesa. El degà del programa pels estudiants estrangers és el Rabí Reuven Taragin. El programa ofereix integració amb els israelians, un ampli currículum sobre l'aprenentatge del Talmud, Tanakh, Halacà, Musar, i relacions personals a llarg termini amb rabins i altres membres del personal. L'any 2006, Yeshivat HaKotel va començar un nou programa destinat als estudiants de parla portuguesa i de parla hispana, dirigit pel rabí brasiler Daniel Segal. Des de 2011, més de 100 estudiants de països llatinoamericans com: Brasil, Argentina, Uruguai, Mèxic, Panamà, Perú, i Colòmbia, i de països europeus com: Espanya i Portugal, s'han graduat mitjançant aquest programa especial.

## Història
La ieixivà va ser fundada poc després de la Guerra dels Sis Dies el 1967 a la ciutat vella de Jerusalem pel Rabí Aryeh Bina, qui en aquell moment era un rabí de la Yeshivá Netiv Meir. Degut a la inestabilitat de la situació política de la ciutat vella en aquell moment, el Rabí Bina va voler cimentar una presència jueva a la ciutat vella iniciant una ieixivà. El primer Xavuot després de la guerra, que va tenir lloc aproximadament una setmana després de la reconquesta de la ciutat vella, el Rabí Bina va començar a portar grups d'alumnes (talmidim) per aprendre a les casernes jordanes abandonades prop de la connexió entre les muralles oest i sud de la ciutat. Poc després, sota el guiatge del Rabí Bina, el Rabí Moshé Tzvi Neria, el Rabí Zuckerman, i alguns altres, la ieixivà es va traslladar a un refugi per a les persones sense llar que va estar abandonat durant molt temps, en una antiga plaça. El Rabí Yeshayahu Hadari, un antic estudiant de la Ieixivà d'Hebron, i el supervisor de la Ieixivà Kerem BeYavneh en aquell moment, va ser triat com a cap de la ieixivà, i va servir allí durant més de 30 anys. Va portar a la ieixivà als dos primers rabins que feien classes (shiur) als matins, i que eren contemporanis seus a la Ieixivà de Ponovich. El Rabí Avigdor Nebenzahl, un exrabí de la ciutat vella, va ser un altre dels primers rabins de la ieixivà, després d'aprendre durant diversos anys en el col·legi de Yeshivat HaKotel. El Rabí Yeshayahu Hadari, el va elevar a la categoria de rabí, després d'adonar-se del seu coneixement de la Torà.
A principis de la dècada de 1980, la ieixivà es va traslladar a la seva ubicació permanent, a on es troba actualment. Durant la primera excavació i fonamentació d'aquest nou edifici a finals dels anys 60, dirigida per l'arquitecte Eliezer Frankel, es va descobrir un important jaciment arqueològic, conegut ara com el Barri herodià.
Aquesta nova troballa va retardar significativament la construcció de l'edifici, a causa de les excavacions arqueològiques, l'edifici no es va construir fins a mitjan des anys 80. Aquest nou edifici situat a prop del Kotel, té una superfície de 3.125 metres, la qual cosa el converteix en l'edifici més gran del barri jueu.
La seva altura de 32 metres sobre la plaça del Mur de les Lamentacions, a més de la gran bandera israeliana onejant sobre la teulada, el converteixen en el punt més alt de la ciutat vella. Els dormitoris estan dissenyats per acollir a 350 estudiants, amb 14 apartaments addicionals per a famílies i convidats. La sala d'estudi recentment renovada (beit midraix) té capacitat per acollir a gairebé 500 estudiants en qualsevol moment.